# Praeparatio evangelica
Praeparatio evangelica (pl. „przygotowanie do Ewangelii”) – chrześcijańska koncepcja teologiczna, obecna zwłaszcza we wczesnym Kościele, zakładająca obecność elementów wprowadzających do wiary chrześcijańskiej w innych religiach i kulturach, zarówno żydowskiej, jak i pogańskiej; także przekonanie o historycznym „dojrzewaniu myśli pogańskiej do twórczego spotkania z Objawieniem”.
Termin został spopularyzowany przez wczesnochrześcijańskiego historyka, Euzebiusza z Cezarei, autora dzieła o tym samym tytule. Myśl tę twórczo rozwinął Augustyn z Hippony.
Praeparatio evangelica stanowi koncepcję będącą integralną częścią przekonania o racjonalnym charakterze wiary chrześcijańskiej (intellego ut credam).